# CSA Steaua București (lední hokej)
CSA Steaua București (celým názvem: Clubul Sportiv al Armatei Steaua București) je rumunský klub ledního hokeje, který sídlí v Bukurešti. Oddíl patří pod sportovní klub CSA Steaua București. Založen byl v roce 1951. Svůj současný název nese od roku 1961. CSA je celkově čtyřicetinásobným mistrem Rumunska, což z něj dělá národního ligového rekordmana. Poslední titul je z roku 2006. Od sezóny 1951/52 působí v Liga Națională de hochei, rumunské nejvyšší soutěži v ledním hokeji. Klubové barvy jsou červená a modrá.
Své domácí zápasy odehrává v hale Mihai Flamaropol s kapacitou 8 000 diváků.

## Historické názvy
Zdroj:
- 1951 – CCA București (Casa Centrală a Armatei București)
- 1961 – CSA Steaua București (Clubul Sportiv al Armatei Steaua București)

## Získané trofeje

### Vyhrané domácí soutěže
- Rumunský mistr v ledním hokeji ( 40× )
  - 1952/53, 1954/55, 1955/56, 1957/58, 1958/59, 1960/61, 1963/64, 1964/65, 1965/66, 1966/67, 1968/69, 1969/70, 1973/74, 1974/75, 1975/76, 1976/77, 1977/78, 1979/80, 1981/82, 1982/83, 1983/84, 1984/85, 1985/86, 1986/87, 1987/88, 1988/89, 1989/90, 1990/91, 1991/92, 1992/93, 1993/94, 1994/95, 1995/96, 1997/98, 1998/99, 2000/01, 2001/02, 2002/03, 2004/05, 2005/06
- Rumunský pohár v ledním hokeji ( 33× )
  - 1969, 1973, 1974, 1975, 1976, 1977, 1978, 1980, 1981, 1982, 1984, 1985, 1986, 1987, 1989, 1990 (jaro), 1990 (podzim), 1991, 1992, 1993, 1994, 1995, 1996, 1998 (jaro), 1998 (podzim), 1999, 2000, 2002, 2004, 2005, 2008, 2011 (podzim), 2012

### Vyhrané mezinárodní soutěže
- Balkánská liga ( 1× )
  - 1995/96

## Přehled ligové účasti
Zdroj:
- 1951– : Liga Națională de hochei (1. ligová úroveň v Rumunsku)
- 1994–1997: Balkánská liga (mezinárodní soutěž)
- 2008–2009: MOL Liga (mezinárodní soutěž)
- 2010–2012: MOL Liga (mezinárodní soutěž)

## Účast v mezinárodních pohárech
Zdroj:
Legenda: SP - Spenglerův pohár, EHP - Evropský hokejový pohár, EHL - Evropská hokejová liga, SSix - Super six, IIHFSup - IIHF Superpohár, VC - Victoria Cup, HLMI - Hokejová liga mistrů IIHF, ET - European Trophy, HLM - Hokejová liga mistrů, KP - Kontinentální pohár
- EHP 1977/1978 – 1. kolo
- EHP 1978/1979 – 3. kolo
- EHP 1980/1981 – 1. kolo
- EHP 1982/1983 – 2. kolo
- EHP 1984/1985 – 2. kolo
- EHP 1986/1987 – 1. kolo
- EHP 1987/1988 – Základní skupina A (4. místo)
- EHP 1988/1989 – Základní skupina B (3. místo)
- EHP 1989/1990 – Základní skupina D (2. místo)
- EHP 1990/1991 – Semifinálová skupina B (4. místo)
- EHP 1991/1992 – Semifinálová skupina E (4. místo)
- EHP 1992/1993 – Základní skupina E (2. místo)
- EHP 1993/1994 – Základní skupina E (3. místo)
- EHP 1994/1995 – Semifinálová skupina F (4. místo)
- EHP 1995/1996 – Čtvrtfinálová skupina A (2. místo)
- EHP 1996/1997 – Semifinálová skupina G (4. místo)
- KP 1998/1999 – 1. kolo, sk. L (2. místo)
- KP 1999/2000 – 1. kolo, sk. J (4. místo)
- KP 2003/2004 – Předkolo, sk. B (3. místo)
- KP 2005/2006 – 1. kolo, sk. C (3. místo)
- KP 2006/2007 – 1. kolo, sk. D (3. místo)